# Anton Wittmann (Politiker)
Anton Wittmann (* 14. Januar 1908 in Regensburg; † 10. Oktober 1960 in München) war ein deutscher Politiker der SPD. Er gehörte dem Bayerischen Landtag mit einer Unterbrechung von 1954 bis zu seinem Tode an.

## Ausbildung und Berufstätigkeit
Nach seinem Abitur am Alten Gymnasium in Regensburg studierte Wittmann für zwei Semester an der Philosophisch-theologischen Hochschule und legte an der Lehrerbildungsanstalt in Amberg die erste Lehramtsprüfung für Volksschullehrer ab. Als Lehrer war er zunächst an einigen Volksschulen in der Oberpfalz tätig. Später zog er nach München, um dort am Staatlichen Gewerbelehrerinstitut und der Universität zu studieren und nach dem Abschluss seiner Prüfungen in der Stadt an Schulen zu arbeiten. 1940 wurde er als Unteroffizier in den Zweiten Weltkrieg einberufen. Bei einem Einsatz in Russland wurde er so schwer verwundet, dass er mit 50-prozentiger Kriegsbeschädigung in den Schuldienst nach München zurückkehrte. 1944 und 1945 wurde sein Anwesen total ausgebombt. 1951 wurde er als persönlicher Referent des Staatssekretärs in das Bayerische Staatsministerium für Unterricht und Kultus berufen und kurz darauf zum Oberregierungsschulrat ernannt. 1960 folgte seine Ernennung zum Regierungsdirektor.

## Politisches Wirken
Bei der Landtagswahl 1954 gewann Wittmann im Wahlkreis Oberbayern ein Mandat im Bayerischen Landtag. Am 24. Juni 1955 musste er das Parlament aufgrund einer Nachprüfung des Wahlergebnisses verlassen, jedoch kehrte er am 25. November 1955 in den Landtag zurück. Sein Nachrücker in dieser Zeit war Siegfried Ziegler. Bei der Wahl 1958 zog Wittmann erneut in den Landtag ein, nach seinem Tod rückte Mathias Duschl nach.